# Parastagmatoptera serricornis
Espèce
Parastagmatoptera serricornis est une espèce d'insectes, de la famille des Mantidae (mantes), sous-famille des Stagmatopterinae et de la tribu des Stagmatopterini.    

## Dénomination
- L'espèce a été décrite par l'entomologiste britannique William Forsell Kirby en 1904 sous le nom de Parastagmatoptera serricornis[1].

### Articles liés
- Stagmatoptera
- Liste des genres et des espèces de mantes
- Liste des mantes de Guyane